# Caroline Miolan-Carvalho
Pour les articles homonymes, voir Carvalho.
Marie-Caroline Miolan-Carvalho est une cantatrice française, née le 31 décembre 1827 à Marseille et morte le 10 juillet 1895 au hameau balnéaire de Puys, près de Dieppe.
Par sa remarquable agilité vocale de soprano colorature, elle est une des premières « superdivas » du XIXe siècle.

## Biographie
Fille du hautboïste Félix Miolan, elle étudie le chant avec le ténor Gilbert Duprez en 1843 avant d'être engagée à l’Opéra-Comique en 1850. Elle crée en 1853 le rôle de Jeannette dans Les Noces de Jeannette de Victor Massé. Elle épouse la même année la baryton Léon Carvalho, qu’elle suit au Théâtre-Lyrique dont il prend la direction en 1856, afin d'offrir à sa femme les premiers rôles qui lui sont refusés à l'Opéra-Comique. Elle crée ainsi les principales héroïnes des opéras de Charles Gounod : Marguerite dans Faust (1859), Mireille (1864) et Juliette dans Roméo et Juliette (1867). Elle excelle également dans le répertoire mozartien (Chérubin dans Les Noces de Figaro, Zerlina dans Don Giovanni, Pamina dans La Flûte enchantée).
Lorsque son mari quitte la direction du Théâtre-Lyrique en 1868 (entre-temps transporté dans sa nouvelle salle, place du Châtelet), elle retourne à l'Opéra-Comique puis intègre l’Opéra de Paris où elle se produira jusqu'en 1885, parallèlement à une carrière internationale.
Elle prend sa retraite en 1885 avec le rôle de Marguerite et enseigne le chant dans son appartement parisien. Son élève la plus notable est Marie Delna.
Soprano lyrique léger au timbre frais, elle sut charmer le public par l'agilité de ses vocalises et ses trilles dans les aigus.

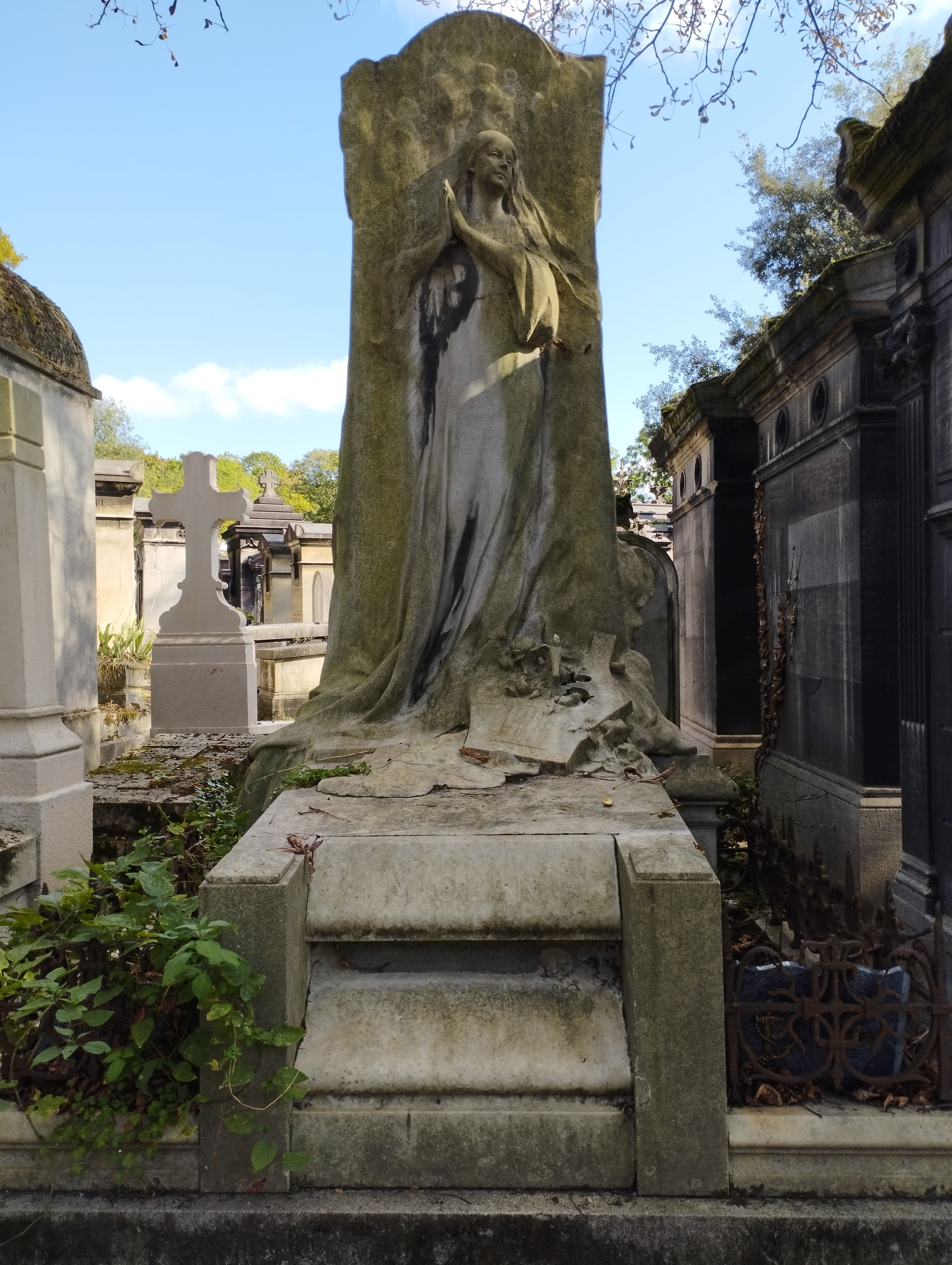
Tombe de Caroline Miolan-Carvalho au cimetière du Père-Lachaise (division 65).

Elle est inhumée au cimetière du Père-Lachaise (65e division). La statue de son tombeau est l'œuvre du sculpteur Antonin Mercié.